# Boxing Cờ vua
Boxing Cờ vua là bộ môn thể thao được kết hợp giữa Quyền Anh và Cờ Vua. Ý tưởng cơ bản trong bộ môn thể thao này là kết hợp hai bộ môn — một môn đòi hỏi trí tuệ, một môn đòi hỏi thể chất — thành một môn thể thao hợp nhất đòi hỏi các vận động viên phải thể hiện được trình độ cao ở cả hai môn. Các cơ quan quản lý của bộ môn này là Tổ chức Boxing cờ vua thế giới (WCBO)  và Hiệp hội Boxing Cờ vua thế giới (WCBA).

## Lịch sử

### Trước năm 2003
Khái niệm Boxing Cờ vua lần đầu tiên được đặt ra trong bộ phim "Mystery of Chessboxing" (Bí ẩn của Boxing cờ vua) năm 1979 do Joseph Kuo làm đạo diễn (mặc dù thể loại cờ trong phim là cờ tướng). Cuộc thi Boxing cờ vua đầu tiên được tổ chức bởi Iepe Rubingh tại Berlin vào năm 2003, dựa trên ý tưởng của “Froid Équateur”, một bộ truyện tranh được viết bởi Enki Bilal năm 1992. Cũng trong năm đó, trận đấu tranh chức vô địch thế giới đầu tiên đã được tổ chức tại Amsterdam cùng với Hiệp hội Quyền anh của Hà Lan cũng như Liên đoàn Cờ vua Hà Lan và dưới sự bảo trợ của Tổ chức Cờ vua Thế giới (WCBO) được thành lập ở Berlin ngay trước đó. Trong trận đấu này, Iepe Rubingh đã giành chiến thắng do đối thủ của ông, Jean Louis Veenstra, hết giờ ở hiệp 11 (cờ vua).

### 2005 - 2008: Những giải đấu đầu tiên

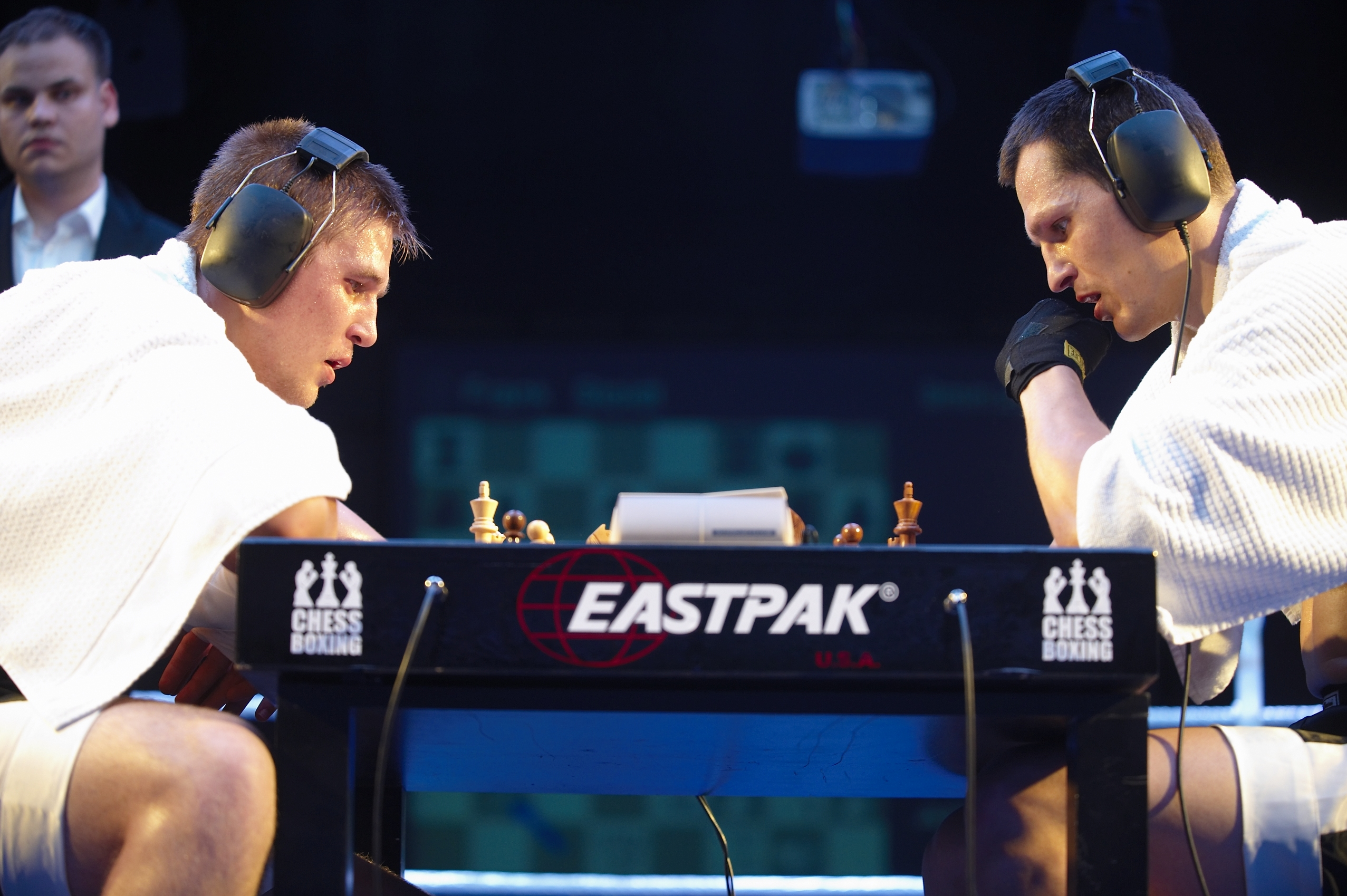
Một hiệp cờ vua trong một trận đấu boxing cờ vua vào năm 2008.

- Ngày 1 tháng 10 năm 2005: Giải vô địch châu Âu đầu tiên diễn ra tại Berlin.[7][8][9]
- Năm 2006: Trận đấu tranh chức vô địch thế giới được diễn ra giữa Zoran Mijatovic và Frank Stoldt, thu hút hơn 800 người đến xem.
- Tháng 11 năm 2007: Trận đấu tranh chức vô địch thế giới đầu tiên ở hạng cân dưới nặng được diễn ra giữa Frank Stoldt và David Depto.[10]

### 2008 - 2011: Phát triển
- Tháng 4 năm 2008: Boxing cờ vua lần đầu tiên nhận được tín chỉ từ Liên đoàn Cờ vua Quốc tế FIDE.
- Năm 2008: các câu lạc bộ boxing cờ vua được thành lập tại London và Krasnoyarsk.[11]
- 2009 và 2010: Các câu lạc bộ tại Los Angeles và New York lần lượt được thành lập.
- 2011: Trận đấu boxing cờ vua cấp câu lạc bộ quốc tế đầu tiên được diễn ra giữa Berlin và London.[12]

### 2011 - 2014: Lan rộng ra thế giới
- 2011: Tổ chức boxing cờ vua tại Ấn Độ được thành lập.
- 2012: Tổ chức boxing cờ vua tại Trung Quốc, Iran, Ý lần lượt được thành lập.
- 2013: Công ty Chess Boxing Global CBG được thành lập. Sau đó không lâu, chính công ty này cũng đã tổ chức Giải vô địch boxing cờ vua thế giới tại Moscow.
- Cũng trong năm 2013, câu lạc bộ boxing cờ vua Moscow được thành lập.
- 2014: Câu lạc bộ cờ vua Phần Lan  được thành lập tại Hensinki.
- Cũng trong thời gian này, nhiều sự kiện boxing cờ vua tiếp tục được diễn ra, thu hút nhiều khán giả hơn và cách tổ chức chuyên nghiệp hơn.

### 2015 - nay
- 2015: Các sự kiện boxing cờ vua được tổ chức lần lượt tại Scala và King Cross.
- Nhiều liên đoàn boxing cờ vua được thành lập trong thời gian này tại Anh[13], Đức[14][15], Pháp[16][17][18][19][20][21], Nga[22][23], Ấn Độ[24][25][26][27][28], Trung Quốc[29],...
- 2016: Kirsan Ilyumzhinov, chủ tịch FIDE lúc bấy giờ, đã công khai với Top Sport muốn đưa boxing cờ vua vào Thế vận hội[30]. Tuy nhiên cho đến nay, boxing cờ vua vẫn chưa được đưa vào Thế vận hội.

## Luật chơi
Trong một trận đấu, hai vận động viên (VĐV) sẽ thi đấu 11 hiệp đấu, bao gồm 6 hiệp cờ vua và 5 hiệp quyền anh xen kẽ nhau, mỗi hiệp có tổng thời gian thi đấu là 3 phút và 1 phút nghỉ giải lao giưa hai hiệp liên tiếp.
Mỗi VĐV có một đồng hồ đếm ngược (tương tự như đồng hồ trong môn cờ nhanh) với thời gian 9 phút cho cả trận đấu (không có thời gian cộng thêm).
- Trận đấu luôn bắt đầu bằng một hiệp cờ vua. Sau 3 phút kể từ khi bắt đầu hiệp cờ vua, đồng hồ của cả hai VĐV (bất kể vào thời điểm đó VĐV đã đi cờ hay chưa) sẽ tạm dừng và trận đấu chuyển sang hiệp quyền anh 3 phút (riêng hiệp cuối cùng thì cả hai VĐV sẽ thi đấu đến khi ván cờ kết thúc). Sau khi hết 3 phút quyền anh, ván cờ vua lại tiếp tục với thế cờ và thời gian tại thời điểm tạm dừng ván đấu.
- Trận đấu sẽ kết thúc nếu một trong các tình huống sau xảy ra:

1. VĐV bị chiếu hết hoặc hết giờ tại bất kì thời điểm nào trong bất kì hiệp cờ vua nào => VĐV đó thua cuộc.
2. VĐV bị hạ nốc ao tại bất kì hiệp quyền anh nào => VĐV đó thua cuộc.
3. VĐV chấp nhận thua tại bất kì thời điểm nào của trận đấu.
4. Trọng tài xử thua VĐV do cảnh cáo quá nhiều lần (vi phạm quy tắc, câu giờ,...). Đây là luật nhằm tránh việc VĐV cố tình không thi đấu trong một hiệp đấu để giành chiến thắng trong hiệp kế tiếp với môn lợi thế hơn.

Trong trường hợp hiệp 11 kết thúc với kết quả hòa cờ, một hiệp quyền anh 3 phút sẽ được tổ chức sau đó. Nếu không có VĐV nào bị nốc ao, VĐV có điểm số cao hơn (do các trọng tài quyền anh chấm ở hiệp phụ) sẽ giành chiến thắng. Trường hợp điểm số của cả hai VĐV bằng nhau, VĐV cầm quân Đen sẽ thắng cuộc (do Đen có ít ưu thế hơn khi bắt đầu trận đấu).

## Một số nhà vô địch (tính đến năm 2016)

### WCBO (từ 2003)

#### Vô địch thế giới
- 2003: Iepe Rubingh (Hà Lan) - hạng trung
- 2007: Frank Stoldt (Đức) - hạng dưới nặng
- 2008: Nikolay Sazhin (Nga) - hạng dưới nặng
- 2009: Leonid Chernobaev (Belarus) - hạng dưới nặng

#### Vô địch châu Âu
- 2005: Tihomir Dovramadjiev (Bulgaria) - hạng dưới nặng
- 2010: Gianluca Sirci (Ý) - hạng nặng
- 2015 - 2016: Sergio Leveque (Ý) - hạng nặng

### CBG (từ 2013)
- 2013: Nikolay Sazhin (Nga) - hạng nặng
- 2013: Leonid Chernobaev (Belarus) - hạng dưới nặng
- 2013: Sven Rooch (Đức) - hạng trung